# Kencong (Kepung)
Kencong is een bestuurslaag in het regentschap Kediri van de provincie Oost-Java, Indonesië. Kencong telt 7670 inwoners (volkstelling 2010).